# Theobroma, Rondônia
Theobroma là một đô thị thuộc bang Rondônia, Brasil. Đô thị này có diện tích 2197,42 km², dân số năm 2007 là 9973 người, mật độ 4,54 người/km².